# Orphninotrichia benambrica
Orphninotrichia benambrica är en nattsländeart som beskrevs av Wells 1983. Orphninotrichia benambrica ingår i släktet Orphninotrichia och familjen smånattsländor. Inga underarter finns listade i Catalogue of Life.